# Antoni Weinert

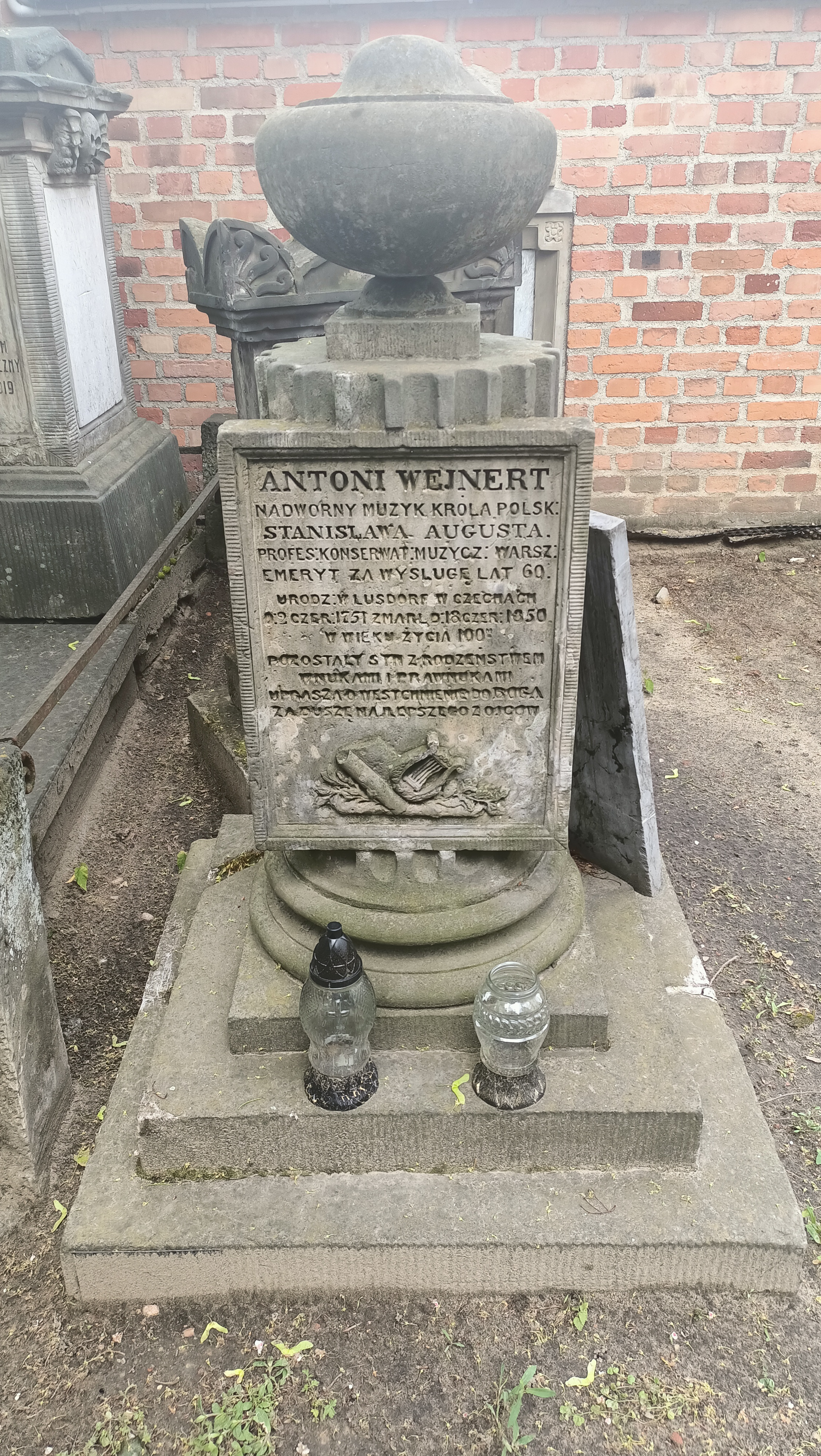
Grób Antoniego Wejnerta na cmentarzu powązkowskim w Warszawie

Antoni Weinert (lub Wejnert; ur. 2 czerwca 1751, zm. 18 czerwca 1850 w Warszawie) – polski flecista i kompozytor pochodzenia czeskiego. Nadworny muzyk króla Stanisława Augusta.

## Życiorys
Syn Krzysztofa i Anny Anklin urodzony w Lusdorf (obecnie Ludvíkov pod Smrkem) w księstwie frydlanckim, ze stolicą w mieście Frýdlant. W wyniku wojny siedmioletniej jego rodzina utraciła znaczny majątek i przeniosła się na pewien czas do Saksonii. W wieku 21 lat Antoni Wejnert został zauważony przez księcia Antoniego Lubomirskiego, podróżującego z Franciszką z Krasińskich. Książę Lubomirski zatrudnił Wejnerta do nauki muzyki córki księżnej Franciszki. Po 14 miesiącach księżniczka umarła. W 1774 Wejnert przeniósł się do Warszawy i w następnym roku został fletrowersistą w orkiestrze teatralnej, a w 1778 członkiem kapeli nadwornej. Pracował w niej do 1795, pełniąc w ostatnich latach funkcję dyrektora.
Oprócz tego udzielał prywatne lekcje muzyki przez 8 lat Atanazemu i Edwardowi Raczyńskim. W 1811 brał udział w wykonaniu muzyki kościelnej w kościele księży pijarów. W latach (1824–1830) był nauczycielem śpiewu w konserwatorium w Warszawie. Napisał opery komiczne: „Skrupuł niepotrzebny” (1782), „Donner Wetter, czyli Kapral na werbunku” (1787) i „Diabeł alchemista” (1797/1808?).
Został pochowany na cmentarzu Powązkowskim w Warszawie (kwatera pod murem III-1-8).

## Dzieci
- Filip – śpiewak
- Piotr – kompozytor i pianista
- Aleksander Wejnert (1809–1879) – archiwista, historyk
- Józefina – kompozytorka